# Églises réformées
Ne doit pas être confondu avec Calvinisme.
Les Églises réformées sont des Églises chrétiennes protestantes. Apparus au XVIe siècle, les principaux courants d’Églises réformées se réclament d'Ulrich Zwingli et de Jean Calvin (calvinisme), mais aussi d'autres réformateurs tels que Heinrich Bullinger, Théodore de Bèze, Martin Bucer, Guillaume Farel, Sébastien Castellion, Guy de Brès et John Knox. Dans le cadre général de la théologie protestante, la théologie réformée met plus spécifiquement l'accent sur la toute-puissance de Dieu, sans contradiction avec la liberté et la responsabilité du chrétien. Au contraire, puisqu'il se sait pardonné et sauvé en Jésus-Christ, le chrétien peut conduire sa vie de manière exigeante et responsable en toute liberté, conciliant sanctification personnelle et engagement dans la société. Cette transcendance de Dieu implique aussi la relativisation de tous les pouvoirs humains, qu'ils soient religieux ou politiques.

## Organisation
Les Églises réformées ont la particularité d'être indépendantes les unes des autres, aussi bien au niveau organisationnel que doctrinal. Cependant, la plupart d'entre elles sont fédérées en Églises nationales. Au niveau mondial, l'Alliance réformée mondiale (composée de 70 millions de membres) était l'organisation la plus importante, mais un certain nombre d'Églises adhéraient au Reformed ecumenical council (Conseil œcuménique réformé), les deux organisations ont entamé depuis quelques années un travail de rapprochement, travail qui a abouti en juin 2010 par la fusion de ces deux organisations dans la Communion mondiale d'Églises réformées. Il existe aussi deux autres organisations internationales, plus conservatrices et moins grandes que l'ARM et le COR : la Conférence internationale des églises réformées et la Confraternité réformée mondiale.
Dans la pratique, les églises réformées sont généralement organisées selon le système presbytérien synodal, c'est-à-dire que les décisions reposent sur un équilibre entre instances locales et union. D'autres églises réformées ont une structure congrégationaliste, où l'Église locale est autonome. Au sein de la Communion mondiale d'églises réformées, qui regroupe 230 églises réformées et 80 millions de membres, on retrouve des églises réformées de structure presbytérienne et congrégationaliste.
Depuis 1973, en Europe, réformés et luthériens vivent en pleine communion ecclésiale à la suite de l'accord théologique de la Concorde de Leuenberg. En France, l'Église évangélique luthérienne de France et l'Église réformée de France ont formé une seule entité en 2013, l’Église protestante unie de France, ce qui était déjà le cas en Alsace-Moselle, régie par le système concordataire, pour l'Union des Églises protestantes d'Alsace et de Lorraine (UEPAL).

## Liste des églises réformées
- Église congrégationaliste

### Églises réformées en Europe

#### Allemagne
- Église protestante en Allemagne (en allemand : Evangelische Kirche in Deutschland (EKD)
- Église protestante réformée
- Église du Pays de Lippe

#### Belgique
- Église protestante unie de Belgique
- Église wallonne

#### Espagne
- Église évangélique espagnole

#### France
- Église protestante unie de France[1]
- Église réformée de France
- Union nationale des Églises protestantes réformées évangéliques de France
- Églises réformées évangéliques indépendantes
- Union des Églises évangéliques libres de France
- Église protestante réformée d'Alsace et de Lorraine[2]
- Église écossaise de Paris
- Église protestante malgache en France

#### Hongrie
- Église réformée de Hongrie
- Église réformée hongroise

#### Italie
- Église évangélique vaudoise

#### Pays-Bas
- Église protestante aux Pays-Bas

#### Pologne
- Église réformée de Pologne

#### Portugal
- Église évangélique presbytérienne du Portugal

#### Roumanie
- Église réformée de Roumanie

#### Royaume-Uni
- United Reformed Church
- Église d'Écosse
- Église méthodiste presbytérienne du pays de Galles
- Église presbytérienne en Irlande
- Église presbytérienne non-confessante d'Irlande
- Tabernacle métropolitain

#### Serbie
- Église chrétienne réformée de Serbie

#### Slovaquie
- Église chrétienne réformée de Slovaquie

#### Suisse
- Église évangélique réformée de Suisse
- Église réformée argovienne
- Église évangélique réformée du canton de Fribourg
- Église protestante de Genève[3],[4]
- Église réformée évangélique du canton de Neuchâtel
- Église évangélique réformée du canton de Vaud

#### Tchéquie
- Église évangélique des frères tchèques

#### Ukraine
- Église réformée de Subcarpathie
- Église évangélique-presbytérienne d'Ukraine

### Églises réformées en Afrique
- Église presbytérienne unifiante d'Afrique australe

#### Algérie
- Église protestante d'Algérie

#### Cameroun
- Presbyterian Church in Cameroon
- Église évangélique du Cameroun
- Église presbytérienne camerounaise

#### République du Congo
- Église évangélique du Congo

#### République démocratique du Congo
- Église du Christ au Congo

#### Égypte
- Église évangélique arménienne
- Église évangélique copte

#### Éthiopie
- Église évangélique éthiopienne Mekane Yesus

Madagascar
- Église de Jésus-Christ à Madagascar

### Églises réformées en Amérique

#### Canada
- Église presbytérienne du Canada
- Église réformée du Québec

#### États-Unis
- Église unie du Christ
- Église presbytérienne (USA)
- Église presbytérienne Cumberland
- Église presbytérienne Cumberland en Amérique
- Église presbytérienne évangélique
- Église presbytérienne orthodoxe
- Église presbytérienne en Amérique
- Église chrétienne réformée en Amérique du Nord
- Église réformée hongroise en Amérique
- Église réformée en Amérique
- Association baptiste confessionnelle

### Églises réformées en Asie

#### Bangladesh
- Église du Bangladesh

#### Japon
- Église unie du Christ du Japon

#### Proche-Orient
- Union des Églises évangéliques arméniennes du Proche-Orient

#### Sri Lanka
- Église réformée chrétienne au Sri Lanka

### Églises réformées en Océanie

#### Australie
- Église unifiée d'Australie

#### Îles Cook
- Église chrétienne des îles Cook (en anglais Cook Islands Christian Church CICC)

#### Niue
- Église chrétienne congrégationaliste de Niue

#### Nouvelle-Calédonie
- Église protestante de Kanaky Nouvelle-Calédonie

#### Polynésie française
- Église protestante maohi